# 태안 안양사
안양사는 충청남도 태안군에 있는 사당이다. 구한말의 유학자 간재 전우(1841~1922)를 제향한다. 1991년 4월 23일 태안군의 향토유적 제2호로 지정되었다.

## 개요
안양사는 구한말의 유학자인 간재 전우를 제향하는 사당이다. 전우는 24세때 경연에서 보양관으로 추천되었으나 간신들의 모략으로 취임하지 못하자 산중으로 들어가 후학을 가르쳤다. 수차례에 걸쳐 나라에서 벼슬을 주었으나 사양하였다. 노백의 주선으로 근흥면 수창동(현 수룡리)에 와서 수년간 거처하며 이 지역 유생들을 가르쳤다. 후일 그의 제자들이 전우의 유덕을 추모하여 영달을 건립, 영정을 모시고 매년 3월 3일과 9월 9일에 제향을 올리고 있다.

## 같이 보기
- 전우